# Notochthiphila palophalla
Notochthiphila palophalla är en tvåvingeart som beskrevs av Tanasijtshuk 1996. Notochthiphila palophalla ingår i släktet Notochthiphila och familjen markflugor. Inga underarter finns listade i Catalogue of Life.